# チェメケタ・コミュニティ・カレッジ
チェメケタ・コミュニティ・カレッジ（Chemeketa Community College）は、アメリカ合衆国オレゴン州セイラムに本部を置くコミュニティ・カレッジ。また、マクミンビル、ダラス、ステイトン、ウッドバーンに小規模のキャンパスを構えている。マリオン郡、ポーク郡、ヤムヒル郡の大部分、リン郡の一部の地域（合計2,600平方マイル）を対象に、年間に50,000人の学生が在籍する。
同校の起源は、セイラム学区が失業者の教育を目指してセイラム技術職業訓練学校（Salem Technical-Vocational School）を設立した1952年まで遡る。1969年には大学学区が敷かれ、この新大学の命名競争が行われた結果、ある生徒が提案した「チェメケタ（「平和の地」の意）」が採用された。1969年12月、教育委員会はチェメケタを新大学を相応しい名前として正式に承認した。
これら上記5つのキャンパスとセンターに加えて、同校はセイラムのダウンタウンに教育経済開発センターを構え、その中にある中小企業開発センターでは地域ビジネスを支援する講義やプログラムを提供している。
チェメケタ・コミュニティ・カレッジは40以上の職業技術プログラムで応用科学系準学士号を提供する他、文学系準学士号（オレゴントランスファー）、一般教養学位を提供している。同校は看護学、火災科学、ブドウ栽培、電子工学のプログラムが有名である。また、昼間のクラスに加え、夜間や週末、インターネット上でのクラスを提供している。